# Joseph Baffo
Joseph Baffo (* 7. listopadu 1992, Accra, Ghana) je švédský fotbalový obránce a bývalý mládežnický reprezentant ghanského původu, který v současné době působí v klubu Braunschweig. Hraje na postu stopera (středního obránce).

## Klubová kariéra
Baffo hrál ve Švédsku za kluby IFK Värnamo, Helsingborgs IF a Halmstads BK. V roce 2013 hostoval krátce v norském klubu Vålerenga IF. V létě 2015 přestoupil do německého druholigového klubu Eintracht Braunschweig, kde pravidelně nastupoval v základní sestavě na pozici středního obránce. V Braunschweigu poprvé skóroval v přátelském utkání proti Lokomotivě Leipzig a podruhé v německém poháru DFB-Pokal proti Stuttgartu.

## Reprezentační kariéra
Joseph Baffo byl členem švédských mládežnických reprezentací U17, U19 a U21.
Trenér Håkan Ericson jej nominoval na Mistrovství Evropy hráčů do 21 let 2015 konané v Praze, Olomouci a Uherském Hradišti, kde získal se švédským týmem zlaté medaile.